# Impatiens cuspidifera
Impatiens cuspidifera är en balsaminväxtart som beskrevs av Joseph Dalton Hooker. Impatiens cuspidifera ingår i släktet balsaminer, och familjen balsaminväxter. Inga underarter finns listade i Catalogue of Life.